# Ahmed Tangeaoui
Ahmed Tangeaoui (Dreux, 29 mei 1982) is een Franse voetballer die bij voorkeur als aanvaller speelt. Hij verruilde in juli 2009 Paris FC voor Évreux FC.

## Carrière
- 2000-2003: SM Caen
- 2003-2005: AC Évreux
- 2005-2006: Beauvais
- 2006-2008: Angers SCO
- 2008: Dubai CSC
- 2008-2009: Paris FC
- 2009-....: Évreux FC